# معبد هندوسي
.
المعبد الهندوسي بيت رمزي، وهو مجلس الألوهة وجسمها. وهو بناءٌ مصمّم ليجمع الإنسان والآلهة معًا، باستعمال الرمزية للتعبير عن أفكار الهندوسية ومعتقداتها. رمزية المعبد الهندوسي وبنيته مستوحاتان من التراث الفيدي، ويستعمل فيهما الدوائر والمربعات. تمثل هذه الرموز تكافؤ العالم الأكبر والعالم الأصغر والعَوْد فيهما بالأرقام الفلكية، وباستعمال «موافقاتٍ مخصوصة مرتبطة بجغرافية المكان وارتباطاته مع الآلهة». يضمّ المعبد الهندوسي كل عناصر الكون الهندي، ففيه من الأشياء ما يمثل الخير، وفيه ما يمثل الشر، وما يمثب الإنسان، وكل ما يدل على الزمن الدائري بالمعنى الهندوسي، وعلى جوهر الحياة في الهندوسية، لذا يمثل المعبد رمزيًّا الدارما والكاما والأرثا والموكسا والكارما.
ذُكرت المبادئ الروحانية الممثلة رمزيا في المعابد الهندوسية في النصوص السنسكريتية الهندية القديمة (كالفيدات والأوبانيشادات)، أما قوانين بنائها فمذكورة في الرسائل السنسكريتية القديمة في العمارة (منها برهاتت ساميتا وفاستو ساترا). بُني هيكل البناء وصُممت زخارفه وخطّته على نحوٍ يكون مناسبًا للتللاوة وإقامة الشعائر القديمة، وفيه رمزيات هندسية تعكس عقائد المدارس المختلفة في الهندوسية وأخلاقها. يتخذ كثير من الهندوس المعبد الهندوسي قبلةً روحية، ومركزًا تزدهر حوله الفنون القديمة والاحتفالات الاجتماعية والاقتصاد.
للمعابد الهندية أشكال عديدة، وهي مبنية في أماكن متنوعة، وبأساليب مختلفة في العمارة، ويتأقلم شكلها حسب اختلاف الآلهة والعقائد المحلية، ولكن معظمهما مشترك في بعض الأفكار الرئيسة، وفي الرمزية والموضوعات. توجَد المعابد الهنجوسية في جنوب آسيا ولا سيما في الهند والنيبال وباكستان، وفي بلدان جنوب شرق آسيا مثل سريلانكا وكمبوديا وفيتنام وجزر إندونيسيا وماليزيا، وفي بلاد أخرى منها كندا وجزر الكاريبي وفيجي وفرنسا وغويانا وكينيا وموريشيوس وهولندا وجنوب إفريقيا وسورينام وتنزانيا وترينيداد وتوباعو وأوغندا والمملكة المتحدة والولايات المتحدة الأمريكية، وفي البلاد التي تسكن فيها مجتمعات هندوسية معتبرة الحجم. تمثل حالة المعابد الهندوسية اليوم ومظهرها الخارجي الفنون والمواد والتصاميم التي تطورت في الألفين الأخيرين من السنين، وتظهر أثر الصراعات بين الهندوسية والإسلام منذ القرن الثاني عشر. من أكبر المعابد الهندوسية في العالم: معبد سوامينارايانان أكشاردام في روبنسفيل في نيو جيرسي في الولايات المتحدة الأمريكية، بين نيويورك وفيلادلفيا، وقد افتتح عام 2014.

## دلالة المعبد الهندوسي ومعناه
يعكس المعبد الهندوسي توليفة من فنون الدارما ومثلها، ومن عقائد الهندوسية وقيمها وطريق الحياة فيها. وهي الرابط بين الإنسان والآلهة والبوروشا الكونية في فضاء مقدس. ويمثل المعبد أيضًا المعرفة المثلثة (ترايي فيديا) في الرؤية الفيدية من خلال إظهار الروابط بين الكون (براهماندا) والخليّة (بيندا) في خطة فريدة مبنية على الأرقام الفلكية. يرى سوبهاش كاك شكل المعبد وشكل تماثيله امتدادًا طبيعيًّا للعقيدة الفيدية القائلة بالعَودية والتغير والمكافأة (بين العالم الأكبر والعالم الأصغر).
وفي النصوص الهندية القديمة، كان المعبد قبلةً للحج، وهو في لغتهم: تيرثا. وهو مكان مقدس يحاول جوّه وتصميمه أن يكثّف رمزيًّا العقائد المثالية لطريقة الحياة الهندوسية. توجَد في المعبد الهندوسي كل عناصر الكون التي تخلق الحياة وتحافظ عليها، من النار إلى الماء، ومن صور الطبيعة إلى تماثيل الآلهة، ومن المؤنث إلى المذكر، ومن الأصوات السريعة وروائح البخور إلى العدم السرمدي، لذا كان من أهم خصائص المعبد الهندوسي: الجامعيّة لكل عناصر الكون.
تقول سوزان ليواندوسكي إن المبدأ الذي بني عليه المعبد الهندوسي هو الإيمان بأن الأشياء كلها واحد، وأن كل شيء مرتبط بعضه ببعض. يرحّب بالحج في غرَفٍ مصممة رياضيًّا من 64 مربَّعًا أو 81، وهي شبكة فنية، تمجّد فيها الأعمدة والمنحوتات والتماثيل وتظهر المبادئ الأساسية الضرورية الأربعة: طَلَب الثروة أو النعيم (أرثا)، وطلب الشهوة أو المتعة الجنسية (كاما)، وطلب الفضيلة أو الحياة الصالحة (دارما)، وطلب المعرفة بالنفس (موكشا). في وسط المعبد، تحت تمثتا إله أو فوقه أو إلى جانبه، فراغ مقعر لا زينة فيه، يمثل البوروشا رمزيًّا، وهي المبدأ الأعلى، والكوني المقدّس، الذي لا هيئة له، والحاضر في كل مكان، والمتصل بكل شيء، وهو جوهر كل مخلوق. يُقصَد بالمعبد الهندوسي أن يشجع الاستبطان، ويسهل تطهير العابد عقله، ويبعث فيه إدراكًا لنفسه. أما الطريقة المخصوصة لبلوغ هذا فمتروكة لمدرسة العابد ومذهبه. تختلف المعابد في آلهتها الرئيسة، وهو ما يعكس الطيف الروحاني الواسع في الهندوسية.
في التراث الهندوسي لا خط يفصل بين العادي والمقدس. ومن هنا فإن المعابد الهندوسية ليست أفضيةً مقدسة فقط، بل هي أماكن عادية أيضًا. فلا يقتصر معنى المعبد الهندوسي ومقصده على الحياة الروحانية، بل يتسع ويشمل الطقوس الاجتماعي والحياة اليومية، وهو ما يجعل له معنًى اجتماعيًّا. جُعلت بعض المعابد من أجل احتواء الاحتفالات، وتمجبد الفن والرقص والموسيقا، وإقامة الزواجات أو الاحتفال بذكراها، والاحتفال بمولد الأطفال، وأشياء مهمة أخرى، والتعزية بموت إنسان عزيز. أما في الحياة السياسية والاقتصادية، فالمعابد الهندوسية مكانٌ يجري فيه توريث الملوك مُلكها لولاة العهد في السلالات الحاكمة، وهي مراكز تزدهر حولها الأنشطة الاقتصادية.

## أشكال المعابد الهندوسية وتصاميمها
معظم المعابد الهندوسية لها شكل من اثنين: إما أن تكون بيتًا أو أن تكون قصرًا. أما المعبد البيت، فهو مأوى بسيط يكون بيتًا للإله. فالمعبد هذا مكانٌ يزوره العابد، كما يزور المرء صديقه أو قريبه. أشاء بانيني إلى استعمال صور مستطاعة النقل وغير مستطاعته. في المدرسة البكتية من الهندوسية، تُجعل المعابد أماكن لإقامة البوجا، والبوجا شعيرة للقِرى يمجد فيها الإله ويدعوه العباد منتظرين اتصال الإله. أما في المدارس الأخرى، فللعابد أن يمارس الجاب أو التأمل أو اليوغا أو الاستبطان في معبده. أما المعابد القصرية فمبنية بعمارة أشدّ إتقانًا وأفخم عمارةً.

### المواقع
في النصوص السنسكريتية القديمة أن المكان الصالح للمعبد ينبغي أن يكون قرب الماء أو في الحدائق، حيث تزهر ورود اللوتس وغيرها، وحيث تُسمع أصوات البجع والبط والطيور، وحيث تستريح الحيوانات بلا خوفٍ من أذًى ولا ضرر. هذه الأماكن المتجانسة الهادئية مستحسنة في هذه النصوص، التي تصف هذه الأماكن بأنها أماكن لعب الآلهة، ومن ثمّ كانت أفضل الأماكن للمعابد الهندوسية.
تلعب الآلهة دومًا حول البحيرات،

حيث أشعة الشمس تحجبها مظالّ ورق اللوتس،

وحيث يخط البجع خطوطًا واضحة في الماء،

في الأرض التي يروي ثدياها اللوتس هنا وهناك،

حيث تسمع أصوات البجع والبط والطيور الجعدة الريش وغيرها،

وحيث تستريح الحيوانات قريبًا من ظل شجر النيكولا على ضفاف الأنهار.

تلعب الآلهة دومًا حيث تتخذ الأنهارَ حلية لها،

وأصوات البجع صوتًا لها،

والماء رداءها، والشبوط سكنها،

وحيث تتخذ الأشجار المزهرة على ضفاف الأنهار حلقًا لآذانها،

وملتقيات الأنهار أفخاذها،

ضفاف النهر العالية أثداؤها وريش البجع معطفها.

تلعب الآلهة دومًا قرب البساتين، قرب الأنهار والجبال والشلالات والبلاد التي فيها حدائق حُسّانة.
يستحسن بناء المعابد الهندوسية الكبيرة في ملتقيات الأنهار، وعلى ضفافها وقرب البحيرات والسواحل، ولكن في برهات ساميتا أيضًا جواز بناء المعابد في الأماكن التي لا يوجد فيها مصدر طبيعي للماء. ولكن يفضَّل بناء بركة ماء في مفدمة المعبد أو على يساره ووجود حدائق مروية. إذا لم توجد الماء لا طبيعيًّا ولا بالبناء، ينوب عنها رمزٌ في أثناء تكريس المعبد للإله. يمكن أيضًا بناء المعابد، كما ذذكر في فينودارموتارا في الجزء الثالث من الفصل 93، في الكهوف والصخور المنخوتة، على رؤوس الهضاب لتوفر إطلالة سلامية، أو على أعالي الجبال لتشرف على القرى الجميلة، أو في الغابات والأديرة، أو قرب الحدائق، أو على رأس شارع رئيس.

## كتيبات
أنشأ بناة المعابد الهندوسية القديمة كتيبات للهندسة المعمارية، تسمى فاستو-ساسترا Vastu-Sastra (حرفيا «علم» السَكن؛ vas-tu هي كلمة سنسكريتية مركبة؛ vas تعني «الإقامة»، tu تعني «أنت»)؛ هذه تحتوي على فاستو- فيديا Vastu-Vidya (حرفيا، معرفة السَكن). يوجد العديد من فاستو-ساستراس حول فن بناء المعابد، مثل واحد من قبل ثاكورا فيرو، يصف مكان وكيفية بناء المعابد. بحلول القرن السادس الميلادي، كتيبات السنسكريتية في الهند. تضمنت كتيبات فاستو-ساسترا فصولًا عن بناء المنازل وتخطيط المدن ومدى كفاءة القرى والبلدات والممالك في دمج المعابد والمسطحات المائية والحدائق داخلها لتحقيق الانسجام مع الطبيعة. في حين أنه من غير الواضح، يقول بارنيت، فيما يتعلق بما إذا كانت نصوص تخطيط المعابد والمدن هذه دراسات نظرية، وإذا تم تنفيذها بشكل صحيح أو عندما تم تنفيذها بشكل صحيح، فإن الكتيبات تشير إلى أن تخطيط المدن والمعابد الهندوسية قد تم تصورها كمثل عليا للفن وجزء لا يتجزأ من الحياة الاجتماعية والروحية الهندوسية.
أنتجت الهند القديمة العديد من الكتيبات السنسكريتية لتصميم وبناء المعابد الهندوسية، والتي تغطي ترتيب المساحات (أعلاه) لكل جانب من جوانب اكتماله. ومع ذلك، تم منح (سيبلينس) من يقومون ببناء المعبد مجالًا واسعًا للتجربة والتعبير عن إبداعاتهم. سيلبا براكاسا من أوديشا، من تأليف راماكاندرا بهاتاراكا كولاكارا في القرنين التاسع أو العاشر بعد الميلاد، هو أطروحة سنسكريتية أخرى عن هندسة المعبد. يصف سيلبا براكاسا المبادئ الهندسية في كل جانب من جوانب المعبد والرمزية مثل 16 عاطفة للبشر منحوتة على شكل 16 نوعًا من الشخصيات النسائية. تم إتقان هذه الأساليب في المعابد الهندوسية السائدة في ولايات الهند الشرقية. تم العثور على نصوص قديمة أخرى توسع هذه المبادئ المعمارية، مما يشير إلى أن أجزاء مختلفة من الهند طورت واختراع وأضفت تفسيراتها الخاصة. على سبيل المثال، في تقليد سوراسترا لبناء المعابد الموجود في ولايات الهند الغربية، تم تصوير الشكل الأنثوي والتعبيرات والعواطف في 32 نوعًا من  ناتاكا ستريب مقارنة بـ 16 نوعًا موصوفة في سيلبا براكاسا. يقدم سيلبا براكاسا مقدمة موجزة عن 12 نوعًا من المعابد الهندوسية. نصوص أخرى، مثل بانشاراترا براسادا براسادانا التي جمعها دانيال سميث وسيلبا راتناكارا التي جمعها نارمادا سانكارا تقدم قائمة أكثر شمولاً لأنواع المعابد الهندوسية.
كتيبات اللغة السنسكريتية القديمة لبناء المعبد المكتشفة في راجستان، في المنطقة الشمالية الغربية من الهند، تشمل براساداماندانا لسوترادهارا ماندانا (حرفيا، دليل لتخطيط وبناء معبد). ماناسارا، نص من أصل جنوب الهند، يُقدر أن يتم تداوله بحلول القرن السابع الميلادي، هو دليل إرشادي حول تصميم وبناء المعبد الهندي الجنوبي. طريقه اساناسيفاغوروديفا (Isanasivagurudeva paddhati) هو نص سنسكريتي آخر من القرن التاسع يصف فن بناء المعابد في الهند في جنوب ووسط الهند. في شمال الهند، رمز كبير (Brihat-samhita) من فاراهامييرا هو دليل اللغة السنسكريتية القديم الذي تم الاستشهاد به على نطاق واسع من القرن السادس والذي يصف تصميم وبناء أسلوب ناغارا (Nagara) للمعابد الهندوسية.

## المخطط
يتبع تصميم المعبد الهندوسي تصميمًا هندسيًا يسمى فاستو-بوروشا-ماندالا. الاسم هو كلمة سنسكريتية مركبة بها ثلاثة من أهم مكونات الخطة. ماندالا تعني الدائرة، بوروشا هي جوهر عالمي في صميم التقليد الهندوسي، بينما فاستو تعني هيكل المسكن. فاستو بوروشا ماندلا هو يانترا. يضع التصميم معبدًا هندوسيًا في هيكل متماثل ذاتي التكرار مشتق من المعتقدات المركزية والأساطير والقاعدة والمبادئ الرياضية.
تساعد الاتجاهات الأربعة الأساسية في إنشاء محور المعبد الهندوسي، والذي يتشكل حوله مربع مثالي في المساحة المتاحة. دائرة الماندالا تحيط بالمربع. يعتبر المربع إلهيًا لكماله وكمنتج رمزي للمعرفة والفكر البشري، بينما تعتبر الدائرة أرضية وإنسانية وملحوظة في الحياة اليومية (القمر والشمس والأفق وقطرة الماء وقوس قزح). كل منهما يدعم الآخر. ينقسم المربع إلى 64 (أو في بعض الحالات 81) مربعًا فرعيًا يسمى باداس. يتم تعيين كل بيدا من الناحية المفاهيمية إلى عنصر رمزي، أحيانًا في شكل إله. المربعات المركزية للشبكة 64 أو 81 مخصصة للبراهمان (يجب عدم الخلط بينها وبين براهمين)، وتسمى براهما باداس.
يُطلق على تصميم شبكة 49 شبكة ستانديلا وله أهمية كبيرة في التعبيرات الإبداعية للمعابد الهندوسية في جنوب الهند، لا سيما في «أنواع». يتم أحيانًا دمج شبكات فاستو-بوروشا-ماندالا المتماثلة لتشكيل بنية فوقية للمعبد مع مربعين متصلين أو أكثر. تواجه المعابد شروق الشمس، وعادة ما يكون مدخل المحب في هذا الجانب الشرقي. ماندالا بادا التي تواجه شروق الشمس مخصصة لإله سوريا (الشمس). يحيط بـ سوريا بادا بالبادا ساتيا (الحقيقة) إله من جانب وإندرا (ملك الآلهة) إله على الجانب الآخر. يتميز الوجهان الشرقي والشمالي لمعظم المعابد بمزيج من الآلهة ونصيب الآلهة. في حين أن الغرب والجنوب يتميزان بالشياطين وأنصاف الآلهة المتعلقة بالعالم السفلي. تُرى خطة ماندالا الشاسعة ورمزية ها بشكل منهجي في المعابد الهندوسية القديمة في شبه القارة الهندية وكذلك تلك الموجودة في جنوب شرق آسيا، مع الإبداع والتنوعات الإقليمية.
تحت المربع (الساحات) المركزية في ماندالا توجد مساحة خالية من الشكل عديمة الشكل ومتغلغلة في كل ما يربط الروح الكونية، الواقع الأعلى، البوروشا. يشار إلى هذه المساحة أحيانًا باسم غاربا-غريا (حرفيا بيت الرحم)- مساحة صغيرة مربعة كاملة بلا نوافذ ومغلقة بدون زخرفة تمثل جوهرًا عالميًا. في أو بالقرب من هذا الفضاء عادة ما يكون مورتي (المعبود). هذا هو المعبود الرئيسي، وهذا يختلف مع كل معبد. غالبًا ما يكون هذا المعبود هو الذي يعطي المعبد اسمًا محليًا، مثل معبد فيشنو ومعبد كريشنا ومعبد راما ومعبد نارايانا ومعبد سيفا ومعبد لاكشمي ومعبد غانيشا ومعبد دورجا ومعبد هانومان ومعبد سوريا وغيرها. إن هذه الغربها-غرييا هي التي يبحث المحبون عنها عن «الدرسنة» (حرفياً، مشهد المعرفة، أو الرؤية).
يوجد فوق الواسع- بوروشا- ماندالا بنية فوقية بقبة تسمى شيكارا في شمال الهند، وفيمانا في جنوب الهند، والتي تمتد نحو السماء. في بعض الأحيان، في المعابد المؤقتة، يمكن استبدال القبة بخيزران رمزي مع وجود القليل من الأوراق في الأعلى. تم تصميم القبة أو القبة ذات البعد الرأسي على شكل هرم أو مخروطي أو شكل آخر يشبه الجبل، مرة أخرى باستخدام مبدأ الدوائر والمربعات متحدة المركز (انظر أدناه). يقترح العلماء أن هذا الشكل مستوحى من جبل مورو الكوني أو الهيمالايا كايلاسا، مسكن الآلهة وفقًا للأساطير الفيدية.
في المعابد الكبيرة، عادة ما تكون المساحة المركزية محاطة بمركبة متنقلة للمتعصب للتجول حول بوروسا، الجوهر العالمي. غالبًا ما تكون هذه المساحة مزينة بصريًا بالمنحوتات أو اللوحات أو الصور التي تهدف إلى إلهام المحب. في بعض المعابد، قد تكون هذه الصور قصصًا من ملاحم هندوسية، وفي حالات أخرى قد تكون حكايات فيديك حول الصواب والخطأ أو الفضائل والرذيلة، وفي بعضها قد تكون أصنامًا لآلهة ثانوية أو إقليمية. عادةً ما تحتوي الأعمدة والجدران والسقوف أيضًا على منحوتات أو صور مزخرفة للغاية لأربعة مساعٍ عادلة وضرورية للحياة- كاما وأرثا ودارما وموكسا. هذه الجولة تسمى براداكشينا.
تحتوي المعابد الكبيرة أيضًا على قاعات أعمدة تسمى ماندابا. واحد على الجانب الشرقي، بمثابة غرفة انتظار للحجاج والمصلين. قد يكون ماندابا هيكلًا منفصلاً في المعابد القديمة، ولكن في المعابد الأحدث تم دمج هذه المساحة في البنية الفوقية للمعبد. تحتوي مواقع المعابد الضخمة على معبد رئيسي محاط بالمعابد والأضرحة الأصغر، لكن هذه لا تزال مرتبة وفقًا لمبادئ التماثل والشبكات والدقة الرياضية. أحد المبادئ المهمة الموجودة في تخطيط المعابد الهندوسية هو عكس وتكرار بنية التصميم الشبيهة بالفركتلات ، كل منها فريد من نوعه ولكنه يكرر أيضًا المبدأ المشترك المركزي، وهو المبدأ الذي تشير إليه سوزان ليفاندوفسكي على أنه «كائن حي من تكرار الخلايا».
رسم توضيحي لأبراج المعبد الهندوسي (شيكارا، فيمانا) التي تم بناؤها باستخدام دائرة متحدة المركز ومبدأ المربعات الدوارة. اليسار من فيجايانجار في كارناتاكا، اليمين من بوشكار في راجاستان. لا تقتصر النصوص القديمة على تصميم المعبد الهندوسي، فاستو بوروشا ماندلا وفاستو ساستراس، على تصميم معبد هندوسي. يصفون المعبد بأنه جزء شامل من مجتمعه، ويضعون مبادئ مختلفة ومجموعة متنوعة من التصاميم البديلة لتخطيط المنزل والقرية والمدينة جنبًا إلى جنب مع المعبد والحدائق والمسطحات المائية والطبيعة.
يحتوي المعبد الهندوسي على شيكارا (فيمانا أو (سباير)، برج) التي ترتفع بشكل متماثل فوق المركز المركزي للمعبد. تأتي هذه الأبراج في العديد من التصميمات والأشكال، لكن جميعها تتمتع بدقة رياضية ورمزية هندسية. أحد المبادئ الشائعة الموجودة في أبراج المعابد الهندوسية هو الدوائر ومربعات الدوران (يسار) وتصميم طبقات متحدة المركز (يمين) يتدفق من واحد إلى الآخر وهو يرتفع نحو السماء. في المعابد الكبيرة، عادةً ما تكون المساحة المركزية محاطة بمركبة متنقلة للمخلص للتجول حول بوروسا، الجوهر العالمي. غالبًا ما تكون هذه المساحة مزينة بصريًا بالمنحوتات أو اللوحات أو الصور التي تهدف إلى إلهام المحب. في بعض المعابد، قد تكون هذه الصور قصصًا من ملاحم هندوسية، وفي حالات أخرى قد تكون حكايات فيديك حول الصواب والخطأ أو الفضائل والرذيلة، وقد تكون في بعضها أصنامًا لآلهة ثانوية أو إقليمية. عادةً ما تحتوي الأعمدة والجدران والسقوف أيضًا على منحوتات أو صور مزخرفة للغاية لأربعة مساعٍ عادلة وضرورية للحياة- كاما وأرتا ودارما وموكسا. هذه الجولة تسمى براداكشينا. تحتوي المعابد الكبيرة أيضًا على قاعات أعمدة تسمى ماندابا. واحد على الجانب الشرقي، بمثابة غرفة انتظار للحجاج والمصلين. قد يكون ماندابا هيكلًا منفصلاً في المعابد القديمة، ولكن في المعابد الأحدث تم دمج هذه المساحة في البنية الفوقية للمعبد. تحتوي مواقع المعابد الضخمة على معبد رئيسي محاط بالمعابد والأضرحة الأصغر، لكن هذه لا تزال مرتبة وفقًا لمبادئ التماثل والشبكات والدقة الرياضية. أحد المبادئ المهمة الموجودة في تخطيط المعابد الهندوسية هو عكس وتكرار بنية التصميم الشبيهة بالفركتلات، كل منها فريد من نوعه ولكنه يكرر أيضًا المبدأ المشترك المركزي، وهو المبدأ الذي تشير إليه سوزان ليفاندوفسكي على أنه «كائن حي من تكرار الخلايا». رسم توضيحي لأبراج المعبد الهندوسي (شيكارا، فيمانا) التي تم بناؤها باستخدام دائرة متحدة المركز ومبدأ المربعات الدوارة. اليسار من فيجايانجار في كارناتاكا، اليمين من بوشكار في راجاستان. لا تقتصر النصوص القديمة على تصميم المعبد الهندوسي ، فاستو بوروشا ماندلا وفاستو ساستراس، على تصميم معبد هندوسي. يصفون المعبد بأنه جزء شامل من مجتمعه ، ويضعون مبادئ مختلفة ومجموعة متنوعة من التصاميم البديلة لتخطيط المنزل والقرية والمدينة جنبًا إلى جنب مع المعبد والحدائق والمسطحات المائية والطبيعة.
استثناءات من مبدأ الشبكة المربعة

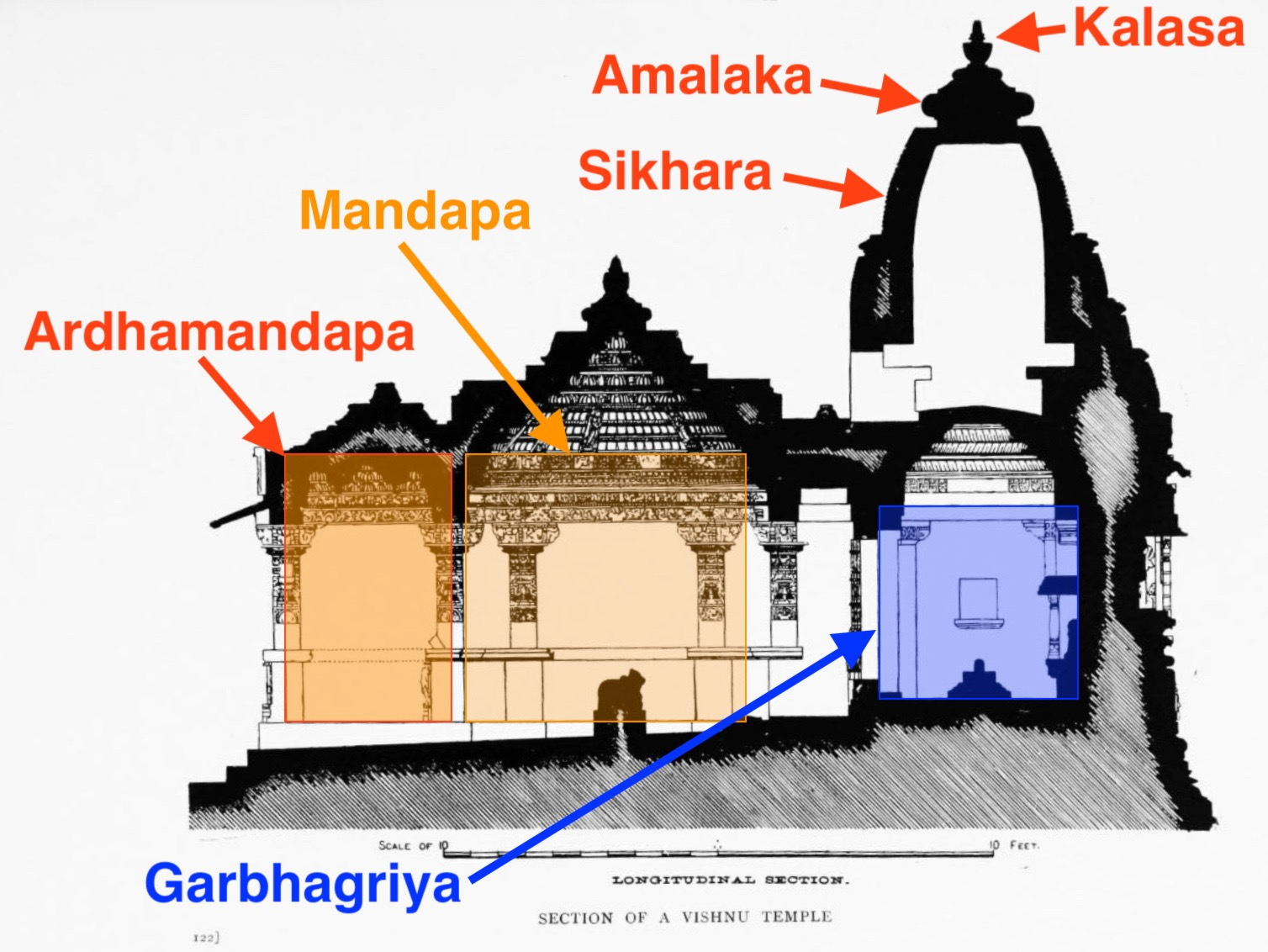
عناصر في عمارة معبد هندوسي.

يُظهر العدد السائد من المعابد الهندوسية مبدأ الشبكة المربعة المثالية. ومع ذلك هناك بعض الاستثناءات. على سبيل المثال، فإن تيلي كا ماندير في جواليور، الذي بني في القرن الثامن الميلادي، ليس مربعًا ولكنه مستطيل بنسبة 2: 3. علاوة على ذلك، يستكشف المعبد عددًا من الهياكل والأضرحة في نسب 1: 1، 1: 2، 1: 3، 2: 5، 3: 5 و 4: 5. هذه النسب دقيقة، مما يشير إلى أن المهندس المعماري ينوي استخدام هذه النسب التوافقية، وأن نمط المستطيل لم يكن خطأ، ولا تقريبًا عشوائيًا. تم العثور على أمثلة أخرى للنسب التوافقية غير المربعة في موقع معبد نارسار في ماديا براديش ومعبد ناكتي ماتا بالقرب من جايبور، راجستان. يقترح مايكل مايستر أن هذه الاستثناءات تعني أن أدلة اللغة السنسكريتية القديمة لبناء المعبد كانت إرشادات، وأن الهندوسية سمحت للحرفيين بالمرونة في التعبير والاستقلال الجمالي.

## الرمزية

مخطط تخطيط شبكة 9x9 (81) "بارما بسيكا " (أعلاه) الموجود في المعابد الهندوسية الاحتفالية الكبيرة. إنها واحدة من العديد من الشبكات المستخدمة لبناء المعابد الهندوسية. في بنية التناظر هذه، كل طبقة متحدة المركز لها أهمية. تشير الطبقة الخارجية، بايساتشيكا باداس، إلى جوانب أسوراس والشر؛ بينما يشير ديفيكا باداس الداخلي إلى جوانب ديفاس و الخير. بين الخير والشر توجد طبقة متحدة المركز من مانوشا باداس تشير إلى حياة الإنسان؛ كل هذه الطبقات تُحيط ببراهما باداس، والتي تدل على الطاقة الإبداعية وموقع المعبود الأساسي للدارسانا. أخيرًا في قلب براهما باداس يوجد غرابهقيريا (فراغ بوروسا)، مما يدل على وجود المبدأ العالمي في كل شيء وكل شخص.

المعبد الهندوسي هو إعادة بناء رمزية للكون والمبادئ العالمية التي تجعل كل شيء فيه يعمل. تعكس المعابد الفلسفة الهندوسية ووجهات نظرها المتنوعة حول الكون والحقائق.
الهندوسية ليس لها نظام كنسي تقليدي، ولا سلطات دينية مركزية، ولا هيئة حاكمة، ولا نبي (نبي) ولا أي كتاب مقدس ملزم؛ يمكن للهندوس أن يختاروا أن يكونوا متعددي الآلهة أو وحدة الوجود أو أحاديين أو ملحدين. ضمن هذا الهيكل المنتشر والمفتوح، تعتبر الروحانية في الفلسفة الهندوسية تجربة فردية، ويشار إليها باسم kṣaitrajña (السنسكريتية: क्षैत्रज्ञ)). يعرّف الممارسة الروحية على أنها رحلة المرء نحو موكشا، وإدراك الذات، واكتشاف الحقائق العليا، والطبيعة الحقيقية للواقع، والوعي المتحرر والمضمون. يعكس المعبد الهندوسي هذه المعتقدات الأساسية. الجوهر المركزي لجميع المعابد الهندوسية تقريبًا ليس مساحة مشتركة كبيرة؛ تم تصميم المعبد للفرد أو الزوجين أو العائلة - مساحة صغيرة خاصة حيث يمنكهم اختبار الدرسانا.
درسانا هي نفسها كلمة رمزية. في النصوص الهندوسية القديمة، الدرسانا هو اسم لست طرق أو وجهات نظر بديلة لفهم الحقيقة. هذه هي نيايا وفايسسيكا وسانكيا ويوغا وميمامسا وفيدانتا- كل منها ازدهر في مدارسها الهندوسية، وكل منها تعتبر طرقًا بديلة صالحة لفهم الحقيقة وإدراك الذات في طريقة الحياة الهندوسية. من الأسماء إلى الأشكا، ومن الصور إلى القصص المنحوتة في جدران المعبد، فإن الرمزية موجودة في كل مكان في أي معبد هندوسي. تندمج مبادئ الحياة مثل السعي وراء الفرح والجنس والتواصل والمتعة العاطفية (كاما) في أشكال صوفية وإثارة ومعمارية في المعابد الهندوسية. هذه الزخارف ومبادئ الحياة البشرية هي جزء من النصوص المقدسة للهندوسية، مثل الأوبنشاد. تعبر المعابد عن هذه المبادئ نفسها بشكل مختلف، من خلال الفن والمساحات. على سبيل المثال، بريهادارانياكا أوبانيساد في 4.3.21، يقرأ:
في حضن حبيبه ينسى الرجل العالم كله،
كل شيء في الداخل والخارج؛
وبنفس الطريقة، من يحتضن الذات، لا يعرف في الداخل ولا من الخارج
. - بريهادارانياكا أوبانيساد، القرن السابع قبل الميلاد
هندسة المعابد الهندوسية هي أيضًا رمزية. يدمج الهيكل بأكمله الحياة اليومية ومحيطها بالمفاهيم الإلهية، من خلال هيكل مفتوح ولكنه مرتفع على شرفة، ينتقل من العلماني إلى المقدس، ويدعو الزائر إلى الداخل نحو براهما بادا والجوهر المركزي للمعبد، أيضًا مثل رفعه إلى أعلى في مساحة رمزية تتميز ببرجها المستدقي (شيخارا، فيمانا). كان للمعابد القديمة مداخل كبيرة منحوتة بشكل معقد ولكن بدون أبواب، وتفتقر إلى جدار حدودي. في معظم الثقافات، يقترح إدموند ليتش، وجود حدود وبوابة تفصل بين العلماني والمقدس، وباب البوابة هذا كبير. في التقاليد الهندوسية، يتم تجاهل هذا لصالح العمارة المفتوحة والمنتشرة، حيث لم يتم فصل العالم العلماني عن المقدس، ولكن تم نقله وتدفقه إلى المقدس. يحتوي المعبد الهندوسي على جدران هيكلية، والتي كانت مزخرفة عادة ضمن شبكة 64، أو تخطيطات هندسية أخرى. ومع ذلك، كان التصميم مفتوحًا من جميع الجوانب، باستثناء المساحة الأساسية التي كانت بها فتحة واحدة فقط للدرسنة. تم وضع مساحة المعبد في سلسلة من المحاكم (مانداباس). قد تدمج المناطق الخارجية الجانب السلبي والمعاناة من الحياة مع رمزية الشر، أسورا وراكشا (الشياطين)؛ ولكن في المعابد الصغيرة يتم الاستغناء عن هذه الطبقة. عند وجودها، تنتشر هذه المنطقة الخارجية إلى الطبقة الداخلية التالية التي تجسر كفضاء بشري، تليها مساحة ديفيكا باداس داخلية أخرى وفنون رمزية تدمج الجانب الإيجابي والمبهج من الحياة حول الخير والآلهة. ثم تنتشر هذه المساحة الإلهية بشكل مكثف إلى الداخل وترفع الضيف إلى قلب المعبد، حيث يقيم المعبود الرئيسي بالإضافة إلى مساحة بوروسا والأفكار التي تعتبر أكثر المبادئ المقدسة في التقاليد الهندوسية. يقترح إدموند ليتش أن الرمزية في فنون ومعابد الهندوسية تشبه تلك الموجودة في المسيحية والديانات الرئيسية الأخرى في العالم.

## الفنون داخل المعابد الهندوسية
يحتوي المعبد الهندوسي القديم النموذجي على وفرة من الفنون- من اللوحات إلى النحت، ومن الرموز الرمزية إلى النقوش، ومن التخطيط المدروس للفضاء إلى دمج المبادئ الرياضية مع الإحساس الهندوسي بالوقت والعلاقة الأساسية. تصنف النصوص السنسكريتية القديمة الأصنام والصور بعدد من الطرق. على سبيل المثال، إحدى طرق التصنيف هي أبعاد الإنجاز:

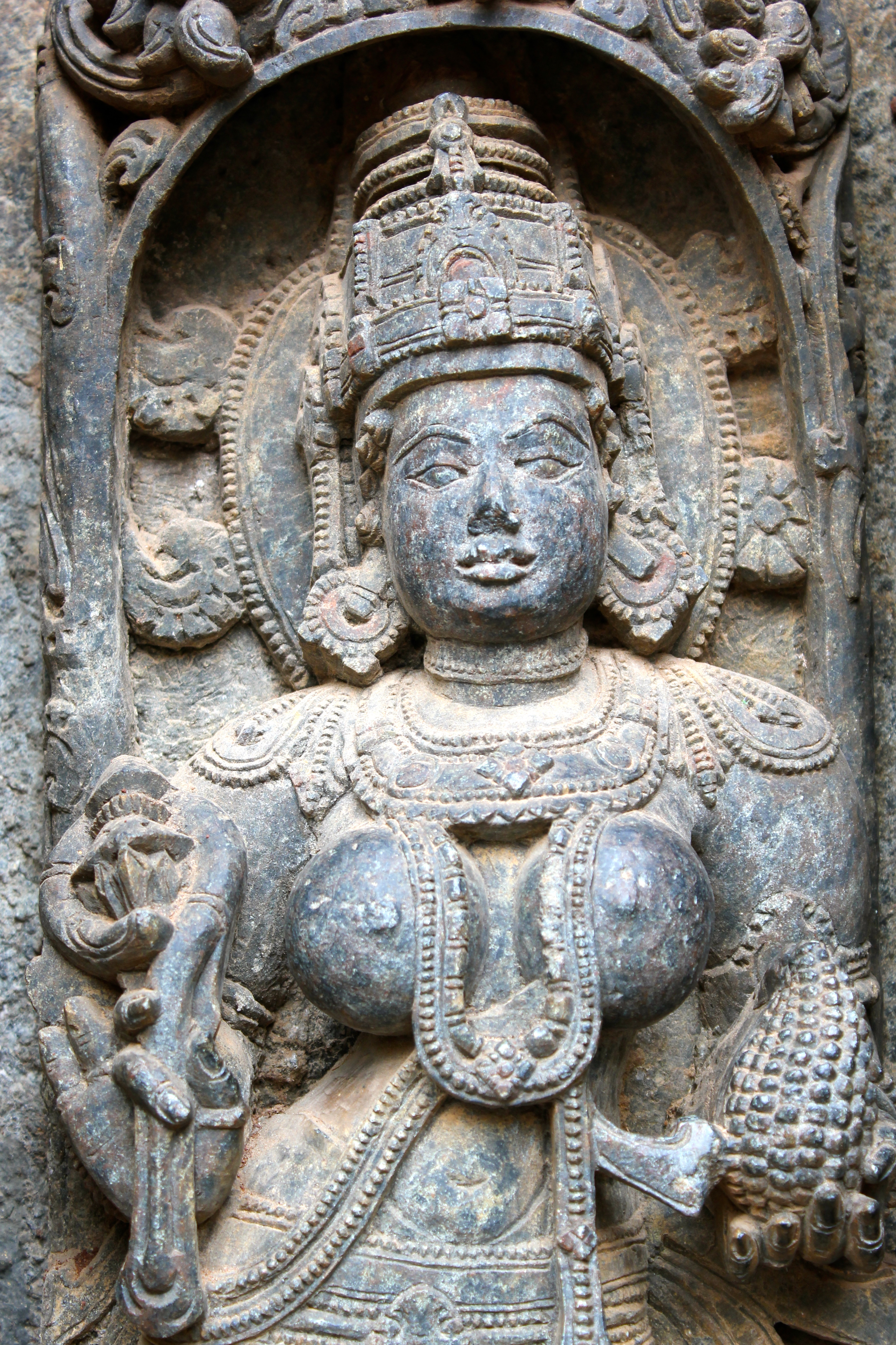
نحت يوضح أسلوب شيتراردا في معبد هندوسي.

شيترا: صور ثلاثية الأبعاد وشكلت بالكامل
شيتراردا: صور منقوشة بنصف بارز
تشيترابهاسا: صور ثنائية الأبعاد مثل اللوحات على الجدران والقماش
تختلف الصور والأصنام داخل المعابد الهندوسية بشكل كبير في تعبيرها.
هناك طريقة أخرى للتصنيف وهي الحالة التعبيرية للصورة:
راودرا أو أوغرا: هي الصور التي كان من المفترض أن تثير الرعب، وتحريض الخوف. عادة ما يكون لها عيون دائرية واسعة، وتحمل أسلحة، ولها جماجم وعظام كزينة. كان الجنود يعبدون هذه الأصنام قبل الذهاب إلى الحرب، أو من قبل الناس في أوقات الشدة أو الرعب. لم يتم إنشاء معابد آلهة راودرا داخل القرى أو البلدات، ولكن دائمًا في الخارج وفي المناطق النائية من المملكة.
شانتا وسوميا: هي صور مسالمة ومسالمة ومعبرة عن الحب والرحمة واللطف وغيرها من الفضائل في آلهة الهندوس. ستحمل هذه الصور أيقونات رمزية للسلام والمعرفة والموسيقى والثروة والزهور والشهوانية من بين أشياء أخرى. في الهند القديمة، كانت هذه المعابد سائدة داخل القرى والبلدات.
قد يشتمل المعبد الهندوسي أو لا يتضمن معبودًا أو صورًا، لكن المعابد الأكبر عادة ما تتضمن. قد تحتوي المعابد الهندوسية الشخصية في المنزل أو المحبسة على ساحة لليوغا أو التأمل، ولكنها خالية من تمثيلات الله المجسمة. الطبيعة أو الفنون الأخرى قد تحيط به أو بها. بالنسبة إلى اليوغي الهندوسي، يقول جوبيناث راو، الشخص الذي أدرك الذات والمبدأ الشامل داخل نفسه، ليست هناك حاجة لأي معبد أو صورة إلهية للعبادة. ومع ذلك، بالنسبة لأولئك الذين لم يبلغوا بعد هذا الارتفاع من الإدراك، يتم تقديم مظاهر رمزية مختلفة من خلال الصور والأصنام والأيقونات وكذلك طرق العبادة العقلية كأحد المسارات الروحية في طريقة الحياة الهندوسية. يتكرر هذا الاعتقاد في الكتب المقدسة الهندوسية القديمة. على سبيل المثال، يقول جبالا درشانا أوبانشاد :
पश्यन्ति प्रतिमासु न योगिनः | प्रतिमाः परिकल्पिताः || ५ ९ || - जाबालदर्शनोपनिषत्
يوغين يرى الله (سيفا) داخل نفسه، الصور لمن لم يصل لهذه المعرفة.
- جبالا درشانا أوبانشاد، الآية 59